# Przedmieście Piaskowe
Przedmieście Piaskowe (niem. Sand Vorstadt) – obszar Wrocławia, obejmujący historyczne przedmieścia najstarszego średniowiecznego miasta lokacyjnego, położone na sąsiadujących z nim od północy wyspach na Odrze (dziś uznawane są one za część osiedla Stare Miasto): Ostrów Tumski (który dziś już nie jest wyspą) oraz wyspy: Piasek, Bielarską, Wyspę Młyńską i Słodową, a także osiedla położone od historycznego centrum na wschód , włączone do obszaru tego przedmieścia po rozbiórce fortyfikacji miejskich w 1808 roku.
Do przedmieścia Piaskowego zaliczane było zatem tzw. „Zakatedrze” lub „Zatumie” (Hinterdom, w rejonie obecnch ulic Wyszyńskiego i Szczytnickiej), wsie Fischerau (Rybaki), Scheiting (Szczytniki oraz Nowe Szczytniki), Leerbeuthel (Zalesie) oraz południowa część Elbing (Ołbina).

## Średniowiecze

### Początki osadnictwa na Ostrowie Tumskim
Ostrów Tumski – odrzańska wyspa położona poniżej ujścia Oławy – była miejscem, w którym pojawiło się najpierw (około IX wieku) otwarte osadnictwo, a potem grodzisko, które w roku 985 przekształcone zostało przez Mieszka I w umocniony gród piastowski. W grodzie tym swoją rezydencję mieli m.in. kasztelani (później książęta) wrocławscy (w jego północno-zachodniej części), a także władze kościelne (biskup) w południowo-wschodniej części. W obrębie umocnień mieszkała także wojskowa załoga książęca oraz urzędnicy, kler wraz z całym personelem służącym obu dworom: książęcemu i biskupiemu; nie znaleziono natomiast w tym rejonie śladów działalności rzemieślniczej lub handlowej.

### Civitasprzedlokacyjne na lewym brzegu Odry
Rzemiosło i handel oraz związane z nimi osadnictwo protomiejskie rozwijały się natomiast na lewym brzegu Odry, przy skrzyżowaniu szlaku bursztynowego z Czech do Wielkopolski i Polski centralnej z traktem łączącym Małopolskę z Łużycami. Wyniki badań archeologicznych potwierdzają tezę głoszoną przez Józefa Kaźmierczyka w latach 60. XX wieku, że początki osady w tym miejscu należy datować na wiek XI. Obszar ten, w 3. dekadzie XIII wieku nazywany łac. Civitas Vratislaviensis albo Wratislaviensis, stanowił osobny od grodu na Ostrowie Tumskim kompleks osadniczy (to w nim właśnie – łac. in civitate Wratislavienssi sita – biskup Wawrzyniec umieścił – po zamianie dokonanej w 1226 z kanonikami regularnymi św. Augustyna – parafię św. Wojciecha). Kompleks ten („ad sancti Adalberti”) rozciągał się pomiędzy Odrą i przeprawą na wyspę Piasek (tj. dzisiejszego mostu Piaskowego) na północy do kościoła św. Wojciecha (przy dzisiejszym placu Dominikańskim) i linii obecnej ul. Wita Stwosza na południu, tj. na przestrzeni około 400 metrów, natomiast w kierunku równoleżnikowym prawdopodobnie od okolicy dzisiejszego skrzyżowania ul. Biskupiej z ul. Wita Stwosza w kierunku wschodnim na przestrzeni około 300 metrów – do brzegu Białej Oławy (Weiße Ohle, jednej z ówczesnych odnóg rzeki Oławy przed jej ujściem do Odry), która płynęła tam, gdzie obecnie przebiega ul. Janickiego i Kraińskiego.

### Cztery lokacje miasta i najazd mongolski
Do czasów dzisiejszych nie zachowały się żadne materialne dowody, które mogłyby w sposób jednoznaczny wskazać, kiedy doszło do pierwszej lokacji miasta Wrocławia, ani nawet który władca tego dokonał. Znany jest jedynie dość szeroki przedział, od 1201 do 1241, w okresie panowania Henryka Brodatego (do roku 1238), bądź jego syna, Henryka Pobożnego, który zginął w bitwie pod Legnicą stoczonej z Mongołami 9 kwietnia 1241 r. Badacze wskazują II lub III dekadę XIII wieku, czyli okres panowania Henryka Brodatego. Lokowania dokonano na terenach wolnych od zabudowy, na południowy zachód od lewobrzeżnej osady ad sancti Adalberti.
Najazd Mongołów w 1241 spustoszył ziemie polskie. Porzucone w popłochu przez mieszkańców – na wieść o zbliżających się najeźdźcach – miasto, po przeniesieniu majątku i zapasów żywności do książęcego grodu na Ostrowie Tumskim, zostało z rozkazu księcia Henryka Pobożnego ze względów strategicznych spalone. Oblężenie grodu przez Mongołów trwało tylko kilka dni, ale samo miasto leżało w zgliszczach; nadto w bitwie pod Legnicą poległ książę Henryk Pobożny.
Po wycofaniu się Mongołów ze Śląska przez Morawy na Węgry doszło do drugiej lokacji miasta (po zniszczeniach, do których doszło w związku z najazdem). Nastąpiła ona także lewym brzegu Odry, na terenie poprzedniej lokacji, w roku 1242. Dokument lokacyjny Bolesława Rogatki również się nie zachował; wiadomo o nim, że powstał przed 10 marca 1242, choć tylko ze słabo udokumentowanych przekazów pośrednich.
W roku 1261 nastąpiła jeszcze jedna, trzecia już lokacja miasta, przy czym Henryk III Biały nie wprowadził wówczas żadnych poważnych zmian stanu z poprzedniego lokowania, a jedynie uporządkował regulacje, które w dokumencie powstałym krótko po tatarskim najeździe mogły być nie dość dobrze dopracowane. Przywilej lokacyjny z 16 grudnia 1261 przetrwał do czasów współczesnych i znajduje się we wrocławskim Archiwum Państwowym.
Ostatnim aktem było ulokowanie na wschód od istniejącego już wówczas miasta, poza linią pierwszych murów miejskich (na prawym – wschodnim – brzegu Białej Oławy, ale wciąż na lewym brzegu Odry, dokładnie naprzeciw Ostrowa Tumskiego), tak zwanego „Nowego Miasta”; odbyło się to 9 kwietnia 1263. Niektórzy badacze przypuszczają, że u przyczyn ulokowania drugiego miasta tuż za murami już istniejącego mogła być wola władcy utworzenia źródła dochodów dla Gerharda z Głogowa, którego uczynił zasadźcą Nowego Miasta. Już kilkadziesiąt lat później, w 1327, Nowe Miasto wchłonięte zostało przez Wrocław i od tego czasu jest to jeden wspólny organizm miejski.

### Fortyfikacje średniowiecznego Wrocławia

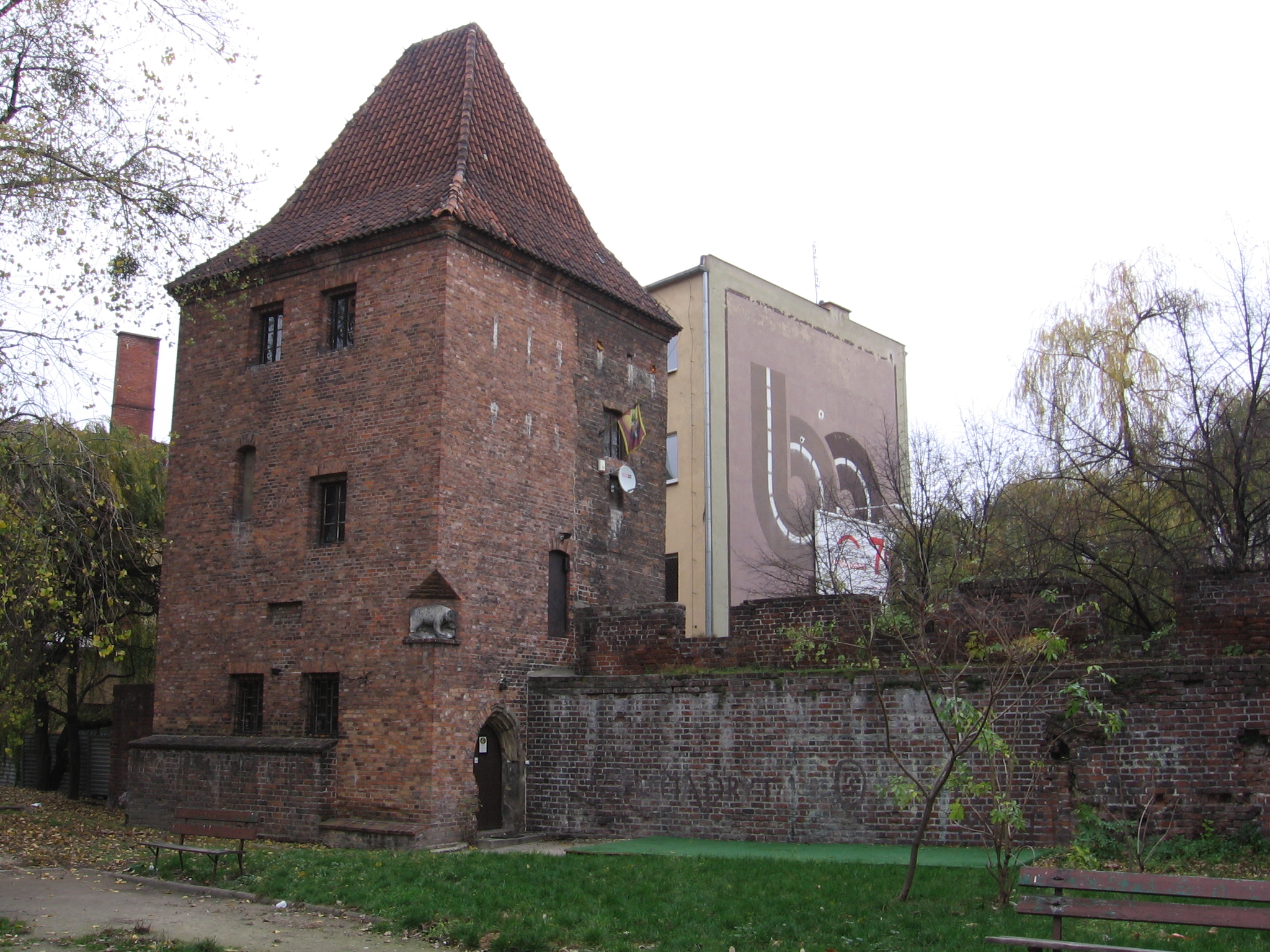
Baszta Niedźwiadka – relikt najstarszych fortyfikacji Wrocławia

Umocnienia stworzone wokół pierwszego lokacyjnego miasta, o ile w ogóle jakiekolwiek istniały, podczas najazdu mongolskiego z 1241 roku nie zdałyby się na nic, bowiem miasto zostało opuszczone i wypalone przed dotarciem doń najeźdźców. Wkrótce jednak po ich wycofaniu się i rozpoczęciu odbudowy miasta Wrocławia, w obliczu grożących wciąż kolejnych najazdów, zdecydowano się na inwestycję w postaci fosy miejskiej i fortyfikacji, najpierw w postaci suchego rowu otaczającego wał budowany z ziemi pochodzącej z wykopu i zwieńczony palisadą. Prace te podjęto najprawdopodobniej jeszcze w latach 40. XIII stulecia. Wał ten później rozebrano i na jego miejscu zbudowano fortyfikacje murowane.
Naturalną przeszkodą wodną od północy miasta była rzeka Odra, a na wschodzie – Biała Oława. Wody tej ostatniej wykorzystano do wypełnienia wykopanej w II połowie XIII wieku fosy miejskiej nazwanej „Czarną Oławą”, otaczającej miasto półkolem od południa i zachodu. Ostateczne napełnienie jej wodą nastąpiło w roku 1291.
W połowie XIII wieku na północno-zachodnim skraju lewobrzeżnego civitatis (w okolicach dzisiejszych budynków Uniwersytetu Wrocławskiego) i na północ od wskazanego przywilejem lokacyjnym obszaru (w strefie pozostającej własnością księcia), przy północnej linii fortyfikacji miejskich, powstał dwór książęcy (drugi, oprócz tego na Ostrowie Tumskim). Objęła go w posiadanie wdowa po Henryku Pobożnym, Anna Przemyślidka, i rezydowała w nim aż do śmierci w 1265. Był on też siedzibą kolejnych książąt śląskich. W XIV wieku Karol IV Luksemburski przekształcił go w zamek – tzw. zamek cesarski. Dwór ten i zamek nie przetrwał do czasów dzisiejszych, w kolejnych stuleciach jego poszczególne części był rozbierane, a na tym miejscu powstał dzisiejszy gmach główny Uniwersytetu oraz uniwersytecki kościół im. Jezus. Pozostałości po nim to zakrystia tego kościoła i tzw. Brama Cesarska.
Wobec szybkiego rozwoju średniowiecznego Wrocławia i stopniowego zagospodarowania międzymurza pierwszych fortyfikacji miejskich już pod koniec XIII wieku (w 1299) podjęte zostały prace nad znaczącym powiększeniem obszaru chronionego tymi umocnieniami. Zdecydowano się w tym celu na wykorzystanie obniżenia terenu, stanowiącego w przeszłości starorzecze Oławy położone około trzystu metrów na południe od „Czarnej Oławy”, na drugą, do dziś zachowaną Fosę Miejską, wewnątrz obwodu której wybudowane zostały silne umocnienia wyposażone m.in. w basteje, zaliczane do najsilniejszych średniowiecznych fortyfikacji w tej części Europy. Tę nową linię fortyfikacji ukończono w roku 1351, ale w miarę rozwoju technik oblężniczych i idącego za nim rozwoju sztuki budowania umocnień ulegała ona modyfikacjom, rozbudowie i unowocześnieniom, m.in. basteje zaczęły być w czasach nowożytnych, od XVI/XVII wieku, zastępowane przez nowocześniejsze dzieła fortyfikacyjne – bastiony. Nowe Miasto uzyskało osłonę od wschodu postaci murów miejskich wspólnych ze Starym Miastem dopiero w wieku XV.

## Czasy nowożytne – wrocławskie przedmieścia
Już od końca średniowiecza, kiedy Stare Miasto (wraz z Nowym Miastem) zostało otoczone nowoczesnymi fortyfikacjami i wspomaganymi przez nurt Odry i Oławy (na północy i wschodzie) oraz zewnętrzną fosę miejską (chroniącą je od południa i zachodu), tereny poza murami – jego przedmieścia – pełnić zaczęły rolę służebną wobec mieszczan. Osiedlali się na tych terenach rolnicy i hodowcy, dostarczający zboże, warzywa, owoce i mięso. Głównie tymi zajęciami trudnili się mieszkańcy Przedmieścia Oławskiego, Świdnickiego, Mikołajskiego (położonych na lewym brzegu Odry) oraz Przedmieścia Odrzańskiego (położonego na prawym brzegu, na północny zachód od ufortyfikowanego Wrocławia) .
Nieco inną rolę niż pozostałe przedmieścia pełniło to położone na północny wschód od miasta, obejmujące w tym okresie wyspy: Ostrów Tumski oraz Piasek (od jej nazwy pochodzi określenie Przedmieście Piaskowe, Sand Vorstadt), Bielarską, Młyńską, Słodową i Tamkę, a także południową część Ołbina. Ostrów Tumski jako pierwotne centrum osady książęcej i pierwotna siedziba książąt śląskich, a także biskupstwa, stała się dla Wrocławia najważniejszym ośrodkiem władzy kościelnej, ale pozostało poza miejskimi fortyfikacjami. Do Przedmieścia Piaskowego zaliczały się też prawobrzeżne wsie Fischerau i Scheiting, tj. Rybaki i Szczytniki.

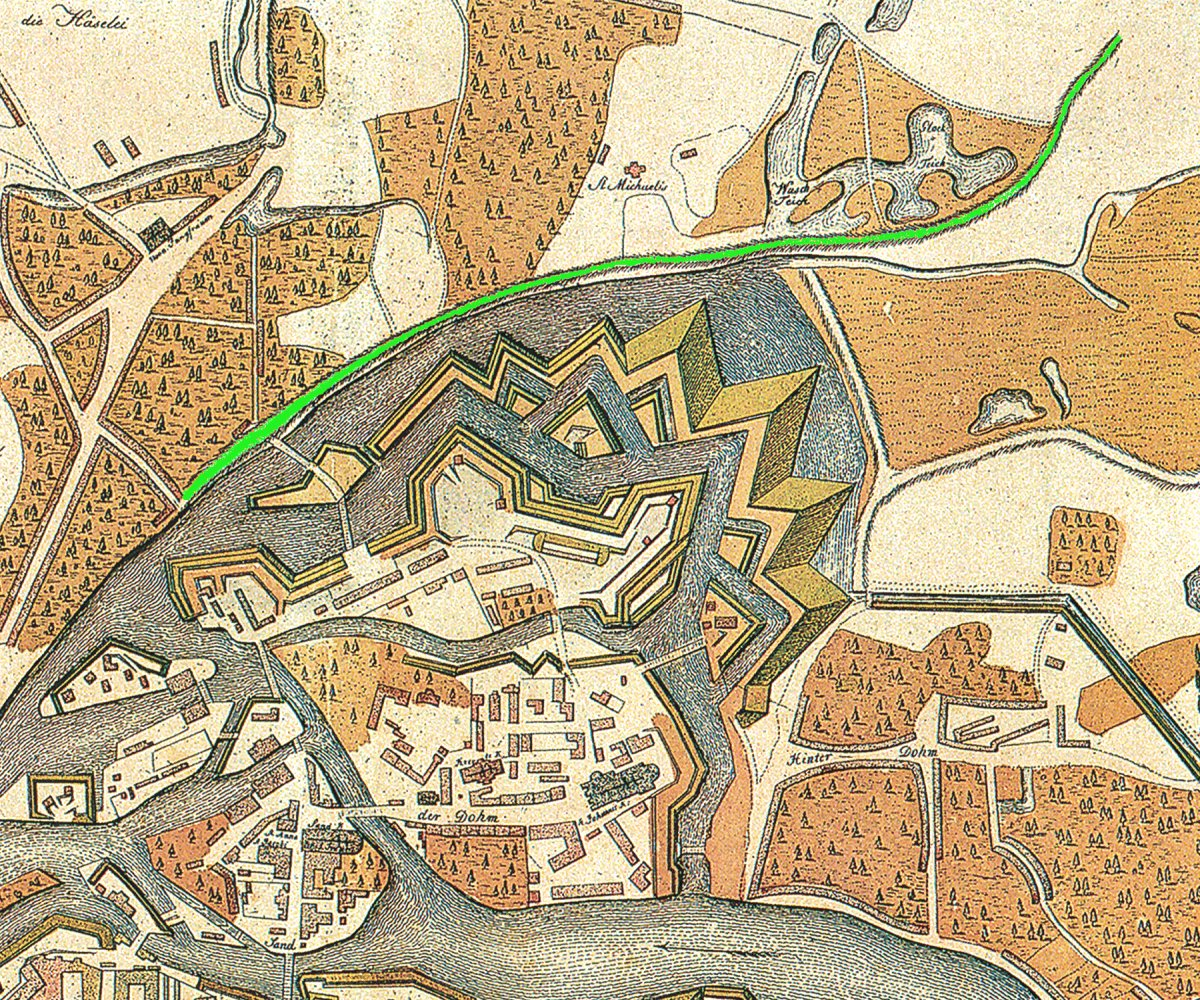
Plan fortyfikacji Springstern w 1807 – tuż przed ich zburzeniemstern

W latach 1771–1782 z rozkazu króla pruskiego Fryderyka II nastąpiła rozbudowa fortyfikacji Wrocławia, m.in. w północnej jego części, o zespół bastionów chroniących północno-wschodnią część miasta, w tym także m.in. Ostrów Tumski. Zespół ten obejmował trzy bastiony: Różankowy – Rosenthaler Bastion, Psiego Pola – Hundsfelder Bastion i Nowowiejski – Neudorfer Bastion, wraz z obwałowaniami i fosami. Nazwany został Springstern („Skacząca Gwiazda”), co odnosi się układu tego zespołu fortyfikacyjnego. Obecnie obszar ten stanowi teren zielony i nosi nazwę skweru Skaczącej Gwiazdy; jedna z czterech otaczających go ulic nosi dziś nazwę „Na Szańcach” (do 1945 Sternschanze). Tak nazwa ulicy, jak i skweru nawiązują do dawnej funkcji tego obszaru.

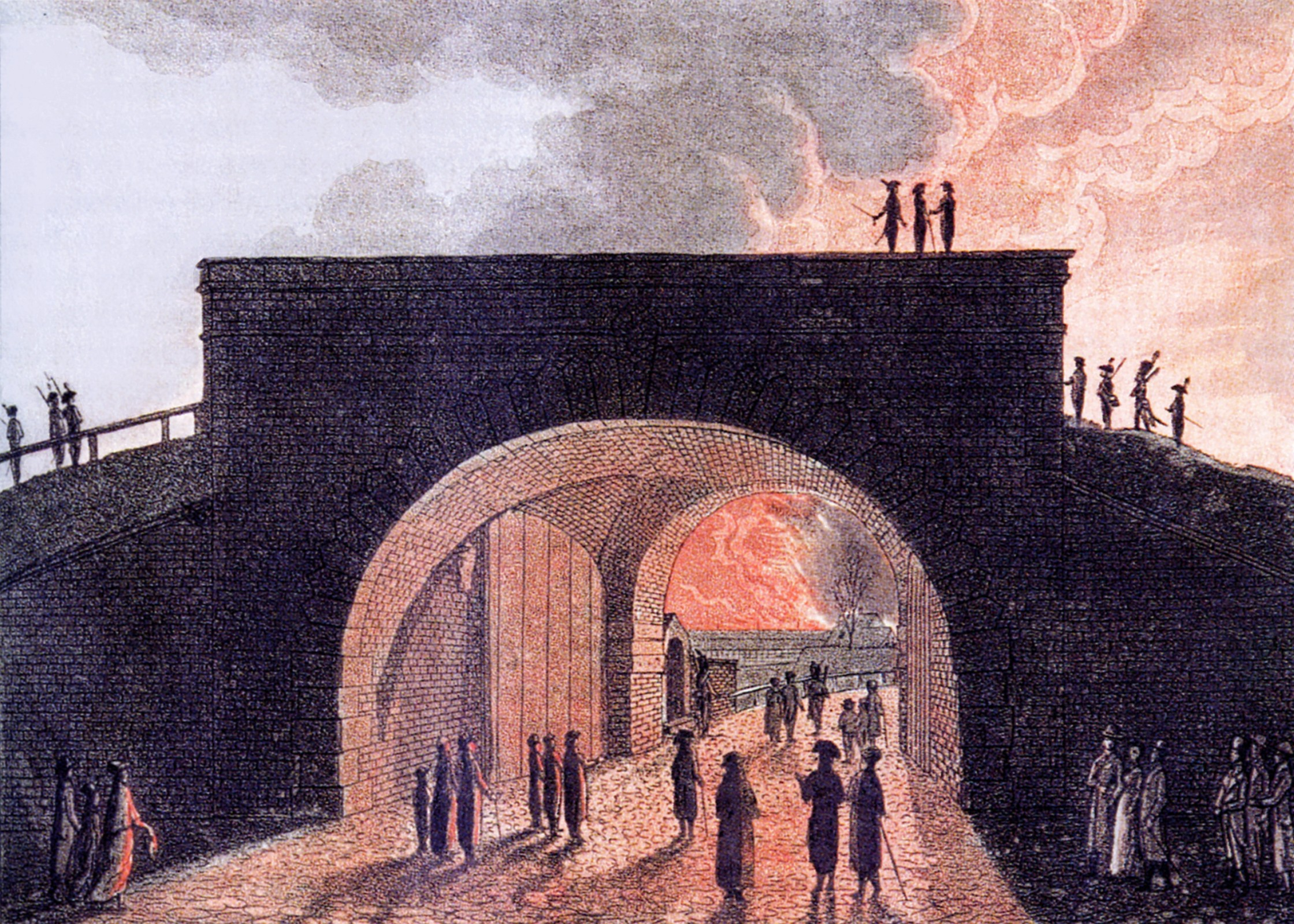
Brama Odrzańska: wypalanie przedmieścia przed rozpoczęciem oblężenia wojsk napoleońskich w 1806 r.

Przedmieścia ufortyfikowanych miast niejednokrotnie, w obliczu zagrożenia najazdem wrogich wojsk, spisywano na straty niszcząc (burząc i wypalając) zawczasu wszelką ich zabudowę, która mogłaby dać schronienie lub osłonę oblegającym oddziałom. Nie inaczej było we Wrocławiu: np. znajdujące się na Przedmieściu Piaskowym opactwo św. Wincentego na Ołbinie, w obliczu zagrażających Śląskowi i Wrocławiowi wojsk tureckich, zostało całkowicie rozebrane w październiku 1529 roku. Podobną decyzję o likwidacji przedmieść w obliczu zbliżających się wojsk napoleońskich (podczas wojny z Prusami) podjął w listopadzie 1806 komendant garnizonu wrocławskiego, generał major Alexander Heinrich von Thile. Decyzja ta jednak nie uchroniła garnizonu broniącego Wrocławia przed klęską: w grudniu Francuzi (wspierani przez sojusznicze oddziały bawarskie i wirtemberskie) podeszli pod miasto i po niespełna czterotygodniowym oblężeniu, wobec braku nadziei obrońców na odsiecz wojsk księcia pszczyńskiego, Ferdynanda Friedricha (które powstrzymane zostały pod Brzegiem), komendant von Thile 4 stycznia 1807 skapitulował. Trzy dni później do Wrocławia przybył Hieronim Bonaparte, odbierając akt kapitulacji pruskiego garnizonu.
Najważniejszą dla miasta decyzją, którą podjął po tym zwycięstwie brat cesarza Napoleona było rozkazanie rozbiórki fortyfikacji miejskich (choć obie istniejące wówczas fosy – wewnętrzna, tzw. Czarna Oława, i zewnętrzna – pozostały). Proces rozbiórki murów trwał przez następne lata, ale już 19 listopada 1808 ogłoszono królewską regulację nakazującą włączenie pod jurysdykcję miejską otaczających dawne fortyfikacje przedmieść.

## Przedmieście Piaskowe po rozbiórce fortyfikacji, od roku 1808

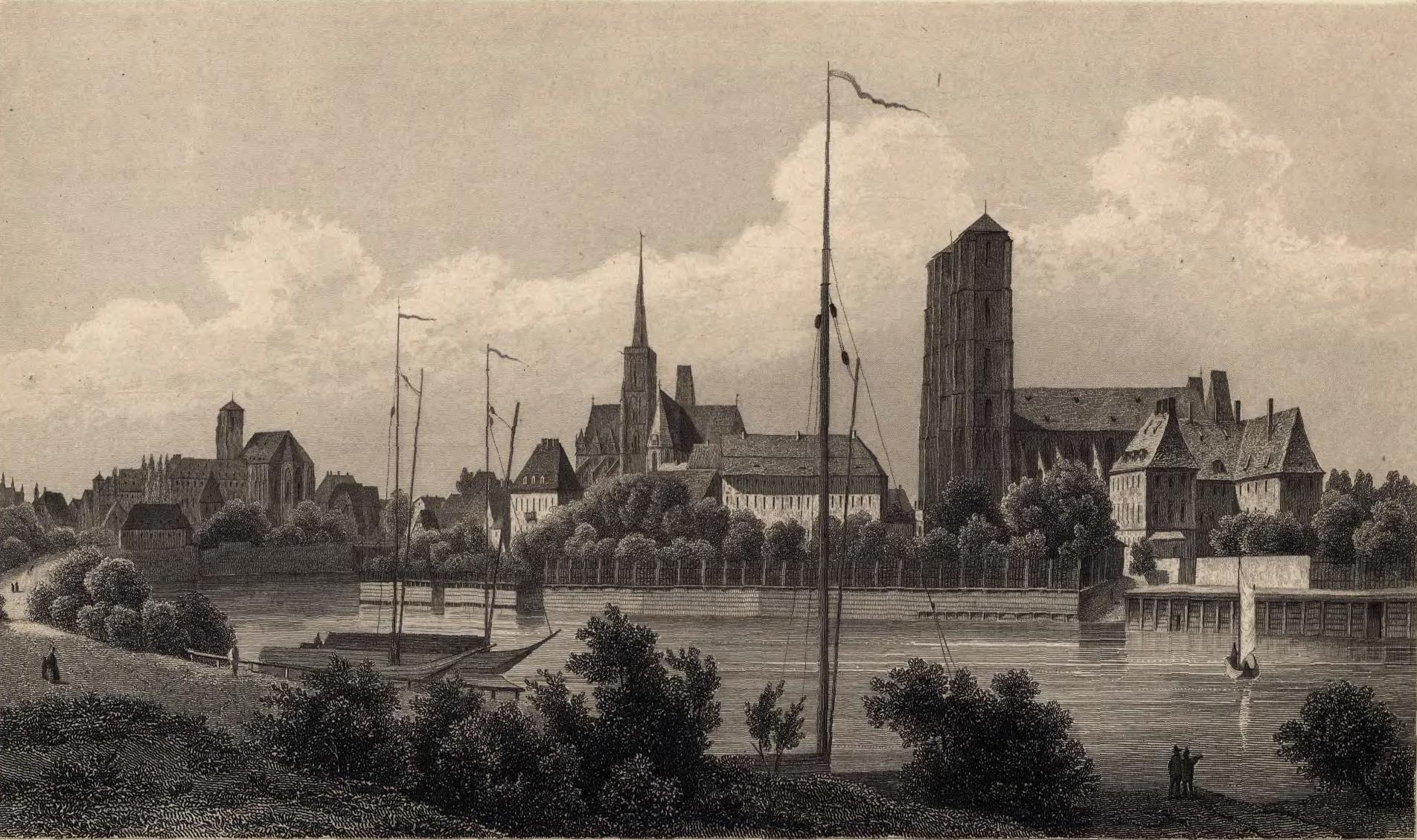
Przedmieście Piaskowe w XIX wieku widziane z Bastionu Ceglarskiego. Po prawej dwie wieże katedry, pośrodku Kolegiata Świętego Krzyża i św. Bartłomieja

### Ogród Botaniczny we Wrocławiu

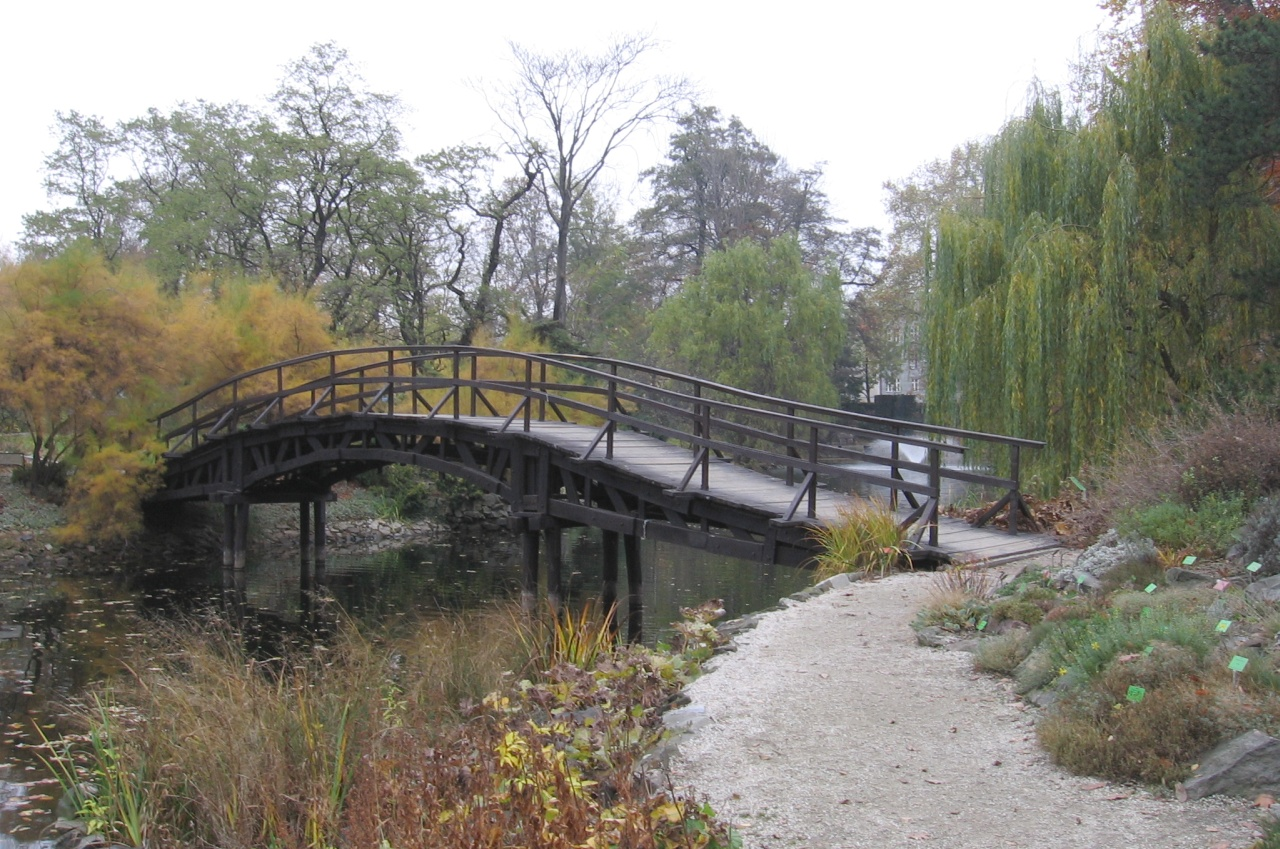
Ogród Botaniczny: mostek nad stawem, będącym pozostałością po fragmencie fosy chroniącej miejskie mury

Wrocławski Ogród Botaniczny założony został w roku 1811, gdy król pruski Fryderyk III Wilhelm zdecydował się podarować Uniwersytetowi Wrocławskiemu 5 hektarów terenu odzyskanego po likwidacji Springstern – bastionów chroniących Ostrów Tumski. Choć na podarowanej działce znajdował się spory podłużny staw (zachowany do dzisiaj, pozostałość po otaczającej bastiony fosie) stanowiący rezerwuar wody dla roślin, to teren ten nie był początkowo sprzyjający dla utworzenia ogrodu: gleba zaraz po splantowaniu fortyfikacji nie była urodzajna. Pomimo to pod nadzorem profesora historii naturalnej i rolnictwa Franza Heyde i botanika, prof. Johanna Linka pierwszą cieplarnię dla roślin ciepłolubnych stworzono już w roku 1812, a w ciągu pierwszych pięciu lat istnienia udało się zagospodarować ok. 1/3 terenu przekazanego Ogrodowi, umieszczając w nim 500 taksonów roślin gruntowych i – w dużej i małej cieplarni – 1500 gatunków roślin egzotycznych.
Od 1816 do 1830 Ogrodem kierował Ludolf Christian Treviranus; za jego czasów Ogród miał już blisko 7 tysięcy roślin (w roku 1824), wśród których znajdowały się też pochodzące ze słabo wówczas jeszcze poznanych rejonów Australli i południowej Afryki. Wiele podróżując, Treviranus prowadził ożywioną wymianę z innymi ogrodami botanicznymi w Europie, w tym także z Ogrodem Botanicznym Uniwersytetu Jagiellońskiego założonym blisko trzydzieści lat przed wrocławskim. Już w 1818 opublikował katalog, w którym oferował na wymianę nasiona 1500 gatunków roślin.
Po Trevinarusie, w latach 1830–1851, Ogrodem kierował systematyk roślin Christian Gottfried Daniel Nees von Esenbeck. Ważnym posunięciem na początku jego działań było uporządkowanie nasadzeń z uwzględnieniem pokrewieństwa roślin i poprawa estetyki (wcześniej Trevinarus prowadził ogród w stylu angielskim, a rozmieszczenie roślin uzależniano wtedy jedynie od ich potrzeb – glebowych i nasłonecznienia). Von Esenbeck stracił pracę na Uniwersytecie Wrocławskim w roku 1851 z przyczyn politycznych, w związku z jego działalnością w okresie Wiosny Ludów (1848–1849) i w związku z tym zwolniło się jego stanowisko dyrektora Ogrodu Botanicznego.
Objął je w 1852 roku lekarz i farmaceuta z wykształcenia, a botanik z zamiłowania, Johann Heinrich Robert Göppert. Ogród pod jego kierownictwem rozbudowano o działy dendrologiczny, paleontologiczny, grupy fizjonomiczne i geograficzne, poszerzono też dział roślin użytkowych, wybudowano trzy nowe szklarnie dla roślin tropikalnych (do dziś zachowała się kaktusiarnia). Okres rządów Göpperta w Ogrodzie uznawany jest za początek największego jego rozkwitu, który trwał do I wojny światowej. To z jego inicjatywy stworzony m.in. został w Ogrodzie w 1856 roku zachowany do czasów współczesnych model przekroju geologicznego warstw z Wałbrzyskiego Zagłębia Węglowego.
Po Göppercie Ogrodem kierowali kolejno Adolf Engler (od 1883 do 1889), Karl Prantl (1889–1893), Ferdinand Pax (do 1926), Peter Stark (do 1928), Johannes Buder (do 1945). Ten ostatni rozszerzył w 1933 granice Ogrodu o ok. 1 ha o były cmentarz przy dzisiejszych ulicach Hlonda i Wyszyńskiego.

### Ogród Zoologiczny we Wrocławiu

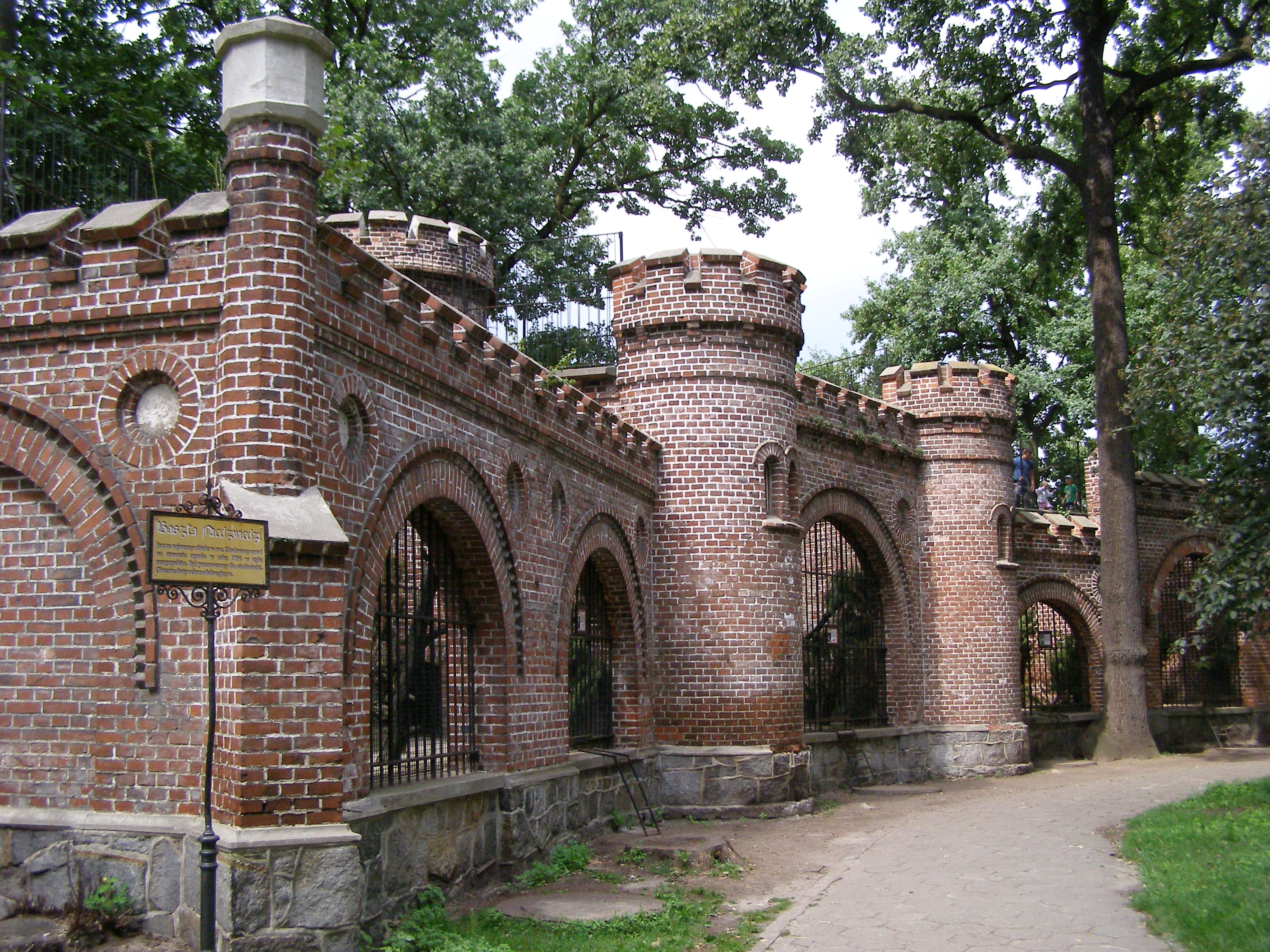
„Baszta Niedźwiedzi”, jedna z najstarszych budowli Ogrodu z lat 1863–1864

Z inicjatywy nadburmistrza Wrocławia, dr. Juliusa Elwangera w lutym 1863 roku rozpoczął prace komitet organizacyjny ds. budowy zoo. Miasto przeznaczyło pod jego teren obszar 9 hektarów w podwrocławskiej wsi Szczytniki w rozwidleniu Górnej Odry i Starej Odry, na peryferyjnym obszarze Przedmieścia Piaskowego. Pierwsze prace budowlane rozpoczęto już jesienią 1863, a w 1864 rozstrzygnięto konkurs na dyrektora placówki (został nim Franz Schlegel). W niedzielę 10 sierpnia 1865 Ogród Zoologiczny został po raz pierwszy otwarty dla publiczności; do końca roku odwiedziło go 67 476 osób.
Następcą Schlegela po jego śmierci w 1882 został Hermann Stechmann. Znacząco rozbudował on Ogród, doprowadził do stanu posiadania 1600 egzemplarzy zwierząt i wybudowania w 1887-1888 słoniarni i pawilonów dla hipopotamów oraz nosorożców oraz w 1889 ptaszarni. Z Liverpoolu sprowadził w 1897 roku – za 2400 marek – samicę goryla, zwierzę wówczas bardzo słabo jeszcze poznane. Samicę nazwano imieniem Pussi; przeżyła we Wrocławiu siedem lat, co było wówczas niezwykłym osiągnięciem w hodowli małp człekokształtnych.
Stechmann zmarł nagle w listopadzie 1900 roku; w marcu 1901 powołany został jego następca, Friedrich Grabowsky. Za jego rządów powstało kilka nowych obiektów dla zwierząt (dla jeleni, strusi, kangurów i drapieżników europejskich), a także nowy budynek dyrekcji Ogrodu. Czas I wojny światowej i pierwsze lata po jej zakończeniu wywołały poważny kryzys finansowy we wrocławskim Ogrodzie i wymusił czasowe zamknięcie Ogrodu od 1 kwietnia 1921 (7 maja tego roku wywiezione zostały ostatnie zwierzęta). Teren Ogrodu i jego obiekty od tego czasu służyły mieszkańcom jako miejsce wypoczynku i różnego rodzaju imprez rozrywkowych. Sytuacja spółki prowadzącej Ogród po sześciu latach uległa poprawie: na przełomie kwietnia i maja 1927 kilkunastoma transportami kolejowymi przywieziono do Wrocławia 1850 zwierząt 480 gatunków, po czym Ogród wznowił działalność. Przez osiem miesięcy do końca 1927 roku zanotowano pół miliona zwiedzających, co było ogromnym osobistym sukcesem dyrektora Grabowsky’ego.
Grabowsky zmarł w 1929 i jego następcą został jego dotychczasowy asystent, Hans Honigmann. Wielki kryzys, który dotknął Niemcy podczas jego dyrektorowania wpłynął także na znaczący spadek dochodów Ogrodu. Z powodu żydowskiego pochodzenia dyrektor Honigmann, w obliczu narastających wówczas w Niemczech wpływów ruchu nazistowskiego, zdecydował się na złożenie funkcji w 1934 i wyemigrował do Anglii.
Jego następcą został w 1934 roku Martin Schlott. Doprowadził on do pozyskania dla Ogrodu trzech hektarów terenu; w latach 1937–1939 wybiegów i pomieszczeń dla antylop, zebr i żyraf, skalnego wybiegu dla pawianów (z granitu strzegomskiego), basenów dla fok i lwów morskich oraz wybiegów dla niedźwiedzi. Podczas jego rządów znajdowało się we wrocławskim ogrodzie dwa tysiące zwierząt. Wkrótce jednak nastała II wojna światowa, której jednym z ostatnich akordów było oblężenie Festung Breslau. Nie ma dziś wiarygodnych relacji o tym, jak dokładnie wyglądała realizacja polecenia o likwidacji niebezpiecznych zwierząt, wydanego przez dowództwo obrony twierdzy w styczniu 1945. Wiadomo w każdym razie, że zabito zwierzęta drapieżne (lwy, tygrysy, hieny, niedźwiedzie itp.) oraz wszystkie cztery posiadane przez Ogród słonie. Sporo jednak zwierząt (519 sztuk, w tym 3 żubry, 3 hipopotamy, żyrafa, 30 małp różnych gatunków) ocalało. Wkrótce jednak podjęta została decyzja o przekazaniu ich wszystkich do innych ogrodów w Polsce (Kraków, Poznań i Łódź) i czasowym wstrzymaniu działalności Ogrodu. Wywózkę zwierząt zakończono w sierpniu 1945; część z nich wróciła do Wrocławia po reaktywacji Ogrodu w 1948 .

### Uniwersytecki Wydział Medyczny

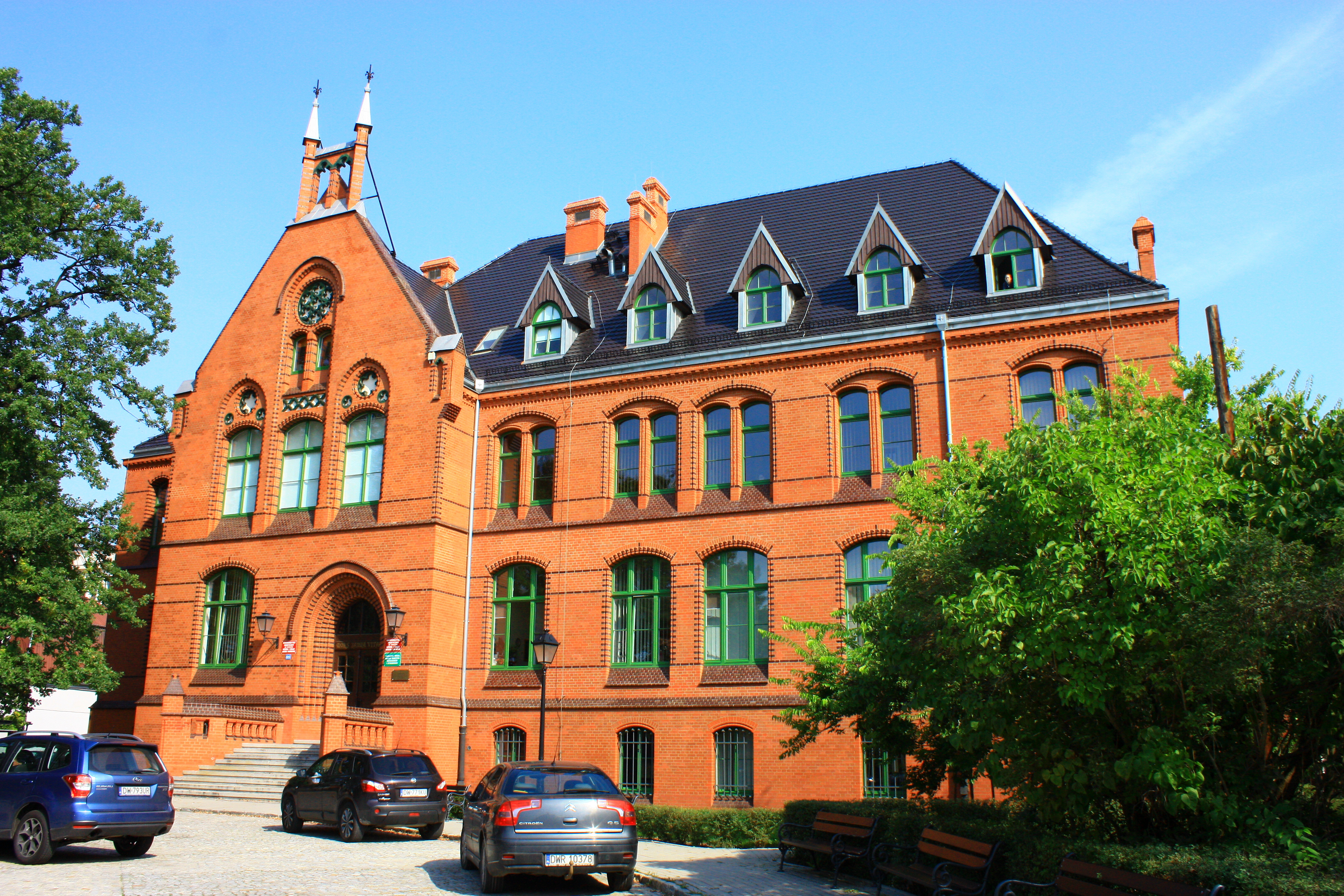
Budynek Collegium Anatomicum przy ul. Chałubińskiego

Dzisiejszy Uniwersytet Medyczny mieści się w obiektach klinicznych projektowanych od 1885 roku i wybudowanych w dwóch kolejnych etapach: w latach 1887–1892 i potem w 1895-1909. Pierwszy etap objął obiekty po południowo-wschodniej stronie Maxstraße (dziś ul. Chałubińskiego), tj. na terenie dawnego ogrodu Maxgarten, etap drugi – po przeciwnej stronie tej ulicy oraz w kompleksie przy Auenstraße (ul. Bujwida), gdzie zlokalizowano klinikę psychiatryczną. Głównym projektantem był do 1893 roku Joseph Waldhausen, potem Arthur Buchwald.
Wybrany na lokalizację kompleksu klinicznego teren ogrodu, w sąsiedztwie ówczesnej dzielnicy willowej i Starej Odry, przylegający też do reprezentacyjnej już wówczas Tiergartenstraße (ul. Curie-Skłodowskiej) był dobrze przemyślanym i udanym rozwiązaniem urbanistycznym.
W II połowie XIX wieku prężnie rozwijające się w państwie pruskim nauki medyczne, w tym m.in. chirurgia, były elementem dumy narodowej i miały wysoki prestiż społeczny co przejawiało się m.in. w ogromnej staranności przy projektowaniu poszczególnych obiektów, a także zastosowaniu w całym kompleksie stylu ceglanego neogotyku – nawiązującym do uznawanego za narodowy stylu gotyckiego.

### Most Grunwaldzki

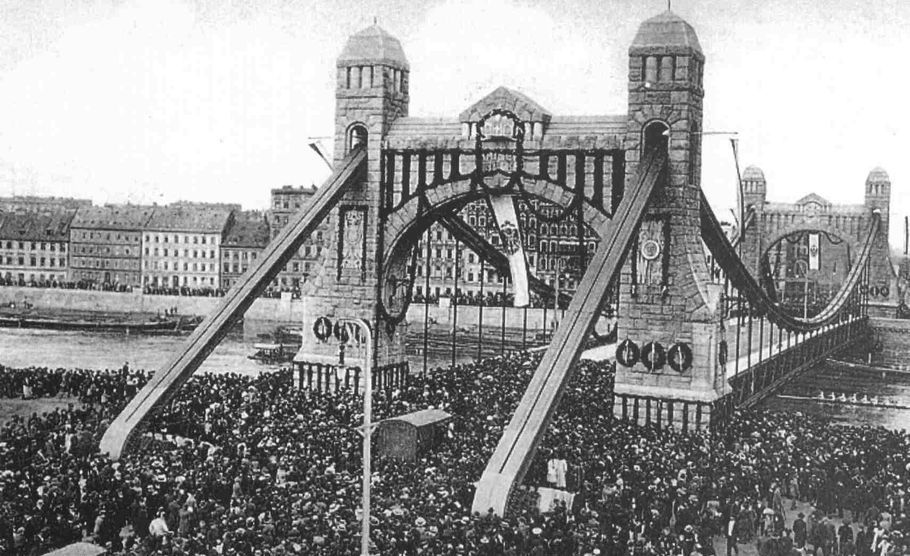
1910: otwarcie Mostu Grunwaldzkiego

Około roku 1880 rozpoczęto poważne roboty hydrotechniczne na lewym brzegu Odry, na Przedmieściu Oławskim – naprzeciw Przedmieścia Piaskowego. Płynącą tamtędy aż do Fosy Miejskiej rzekę Oławę, oddzieloną od Odry groblą – biegła tamtędy droga Am Steindamm („Na Kamiennej Grobli”) – zasypano przenosząc jej ujście do Odry tak, że znajduje się ono do dziś kilkaset metrów wcześniej. W wyniku tych zabiegów droga wzdłuż dawnego lewego nabrzeża Oławy, Am Ohlau Ufer, wraz z groblą Steindamm utworzyły szeroką aleję prowadzącą od Dominikanerplatz (placu Dominikańskiego) do brzegu Odry (i potem skręcającą wzdłuż rzeki w stronę nowego ujścia Oławy i Mauritius Brücke – mostu Oławskiego). Aleja ta utrzymała poprzednią nazwę nabrzeża Am Ohlau Ufer (po II wojnie światowej przemianowano ją na al. Słowackiego). W miejscu, w którym aleja docierała do Odry urządzona była promowa przeprawa przez Odrę.
W miarę rozwijania się znajdującego się po prawej stronie Odry Przedmieścia Piaskowego rosły potrzeby komunikacyjne i transportowe tego przedmieścia z centrum Wrocławia. Do wyboru był wówczas jedynie wspomniany prom, albo znajdujący się kilkaset metrów w dół biegu Odry stalowy most Lessinga (zastąpił on w 1875 roku istniejący wcześniej w tym miejscu drewniany Pfeningbrücke – „most Fenigowy”); po zniszczeniach z 1945 powstał tu obecnie funkcjonujący Most Pokoju. Droga wiodąca od Pfeningbrücke (potem od Lessing Brücke), dziś początkowy odcinek ul. Wyszyńskiego łączyła się na Zatumiu z drogą wiodącą w kierunku południowo-wschodnim (dziś Szczytnicka, przechodząca w szeroką arterię Curie-Skłodowskiej, wówczas nazywaną Tiergartenstraße) do Szczytnik (gdzie w ostatniej dekadzie XIX wieku powstawał kompleks klinik Uniwersytetu Medycznego) i dalej do Paßbrücke (dziś Most Zwierzyniecki) prowadzącego do otwartego w 1865 roku Ogrodu zoologicznego.
Po przeciwnej stronie Odry rozrastało się też Przedmieście Oławskie, potrzeby komunikacyjne rosły, zatem pod koniec XIX stulecia zdecydowano, że przeprawę przy Am Ohlau Ufer należy zastąpić mostem, co rozwiąże narastające problemy komunikacyjne. Pomysł ten jeszcze przez kilkanaście lat pozostawał w sferze koncepcyjnej. W 1891 przedstawiono radzie miejskiej trzy projekty, z których żadnego jednak nie wybrano i nie zrealizowano z braku środków finansowych; temat wrócił jeszcze raz w 1896, potem przez parę lat był jeszcze dyskutowany był publicznie, ponadto władze miejskie przygotowywały się do przedsięwzięcia drogowego, wykupując (już w roku 1902) działki pod projektowaną reprezentacyjną Kaiserstraße (dziś to główna oś placu Grunwaldzkiego), która łączyć miała przyszły most z Tiergartenstraße. Dopiero w listopadzie 1904 roku ogłoszony został konkurs na projekt nowego mostu, który wówczas nazywany był Kaiser-Friedrich-Brücke. Trzy lata po rozstrzygnięciu konkursu rozpoczęła się budowa, która wraz z pracami wykończeniowymi i testami obciążeniowymi trwała od jesieni 1907 do jesieni 1910. 10 października 1910 Kaiser-Brücke (taką nazwę ostatecznie przyjęto) oddany został do eksploatacji. Most przetrwał bombardowania Festung Breslau wiosną 1945 r. i po II wojnie światowej nazwany został „mostem Grunwaldzkim”.

### Hala Stulecia

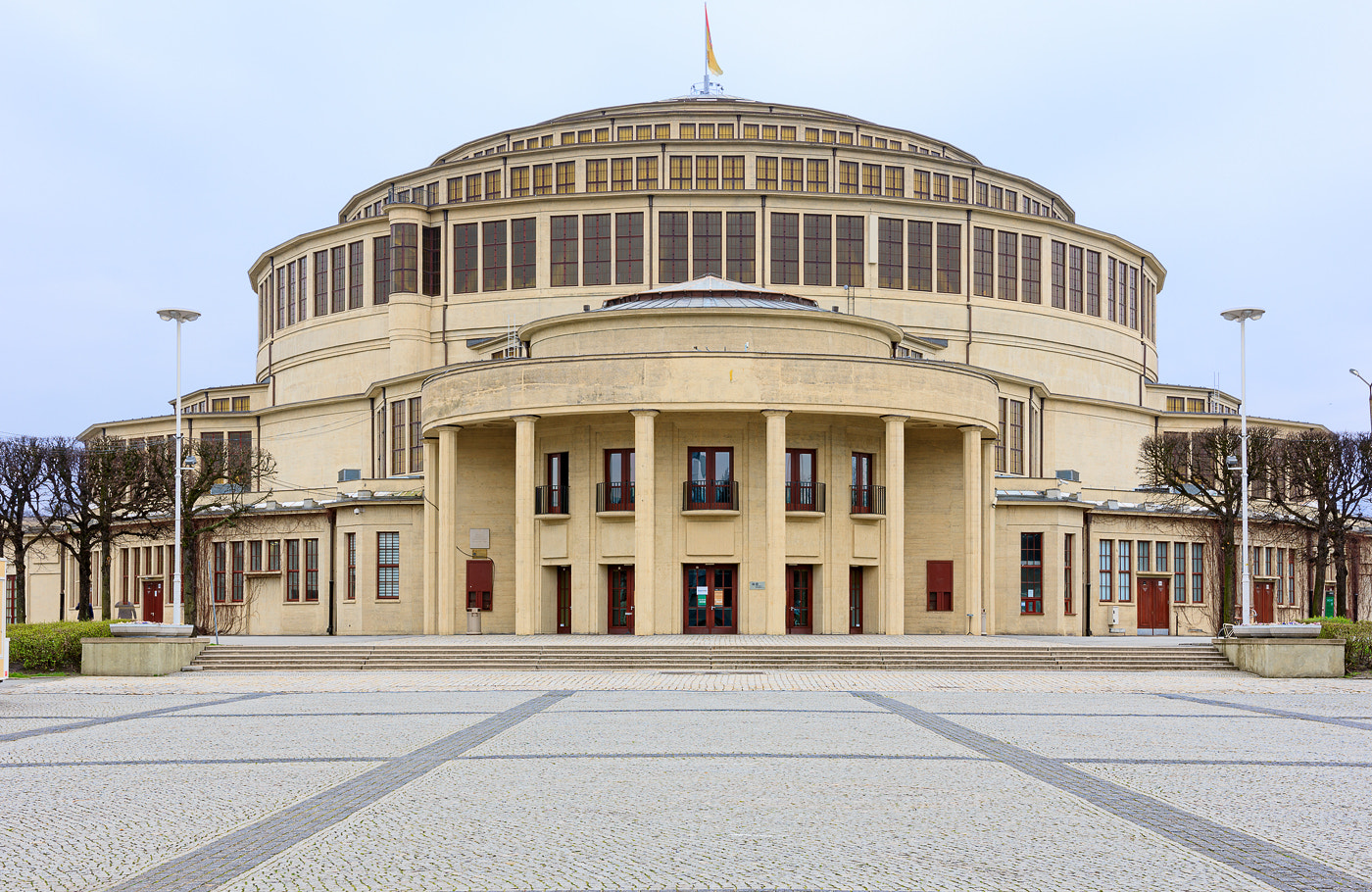
Hala Stulecia, wygląd w 2016 r.

20 maja 1913 we Wrocławiu odbyła się, z udziałem następcy tronu Fryderyka Wilhelma, uroczystość otwarcia Hali Stulecia wraz z terenami wystawowymi położonymi obok niej. Uroczystość ta wpisywała się w obchodzony w całych Prusach jubileusz setnej rocznicy wydania we Wrocławiu przez Fryderyka Wilhelma III odezwy Do mojego ludu (An Mein Volk) z 17 marca 1813 roku, wzywającej do powszechnego oporu przeciwko Napoleonowi Bonaparte.
Zrealizowany w latach 1911–1913 nowatorski i kontrowersyjny projekt Maxa Berga z żelbetowym przekryciem o największej wówczas rozpiętości na świecie (hala ma 42 m wysokości, a nakrywająca ją kopuła 67 m średnicy) kosztował ok. 2 miliony marek. Hala obliczona była na 10 tysięcy osób, wyposażona została m.in. w specjalnie dla niej zaprojektowane i wykonane przez znaną firmę Sauer we Frankfurcie nad Odrą organy o 222 rejestrach i 16706 piszczałkach.

### „Wielki Wrocław” – przyłączenie nowych dzielnic w roku 1928

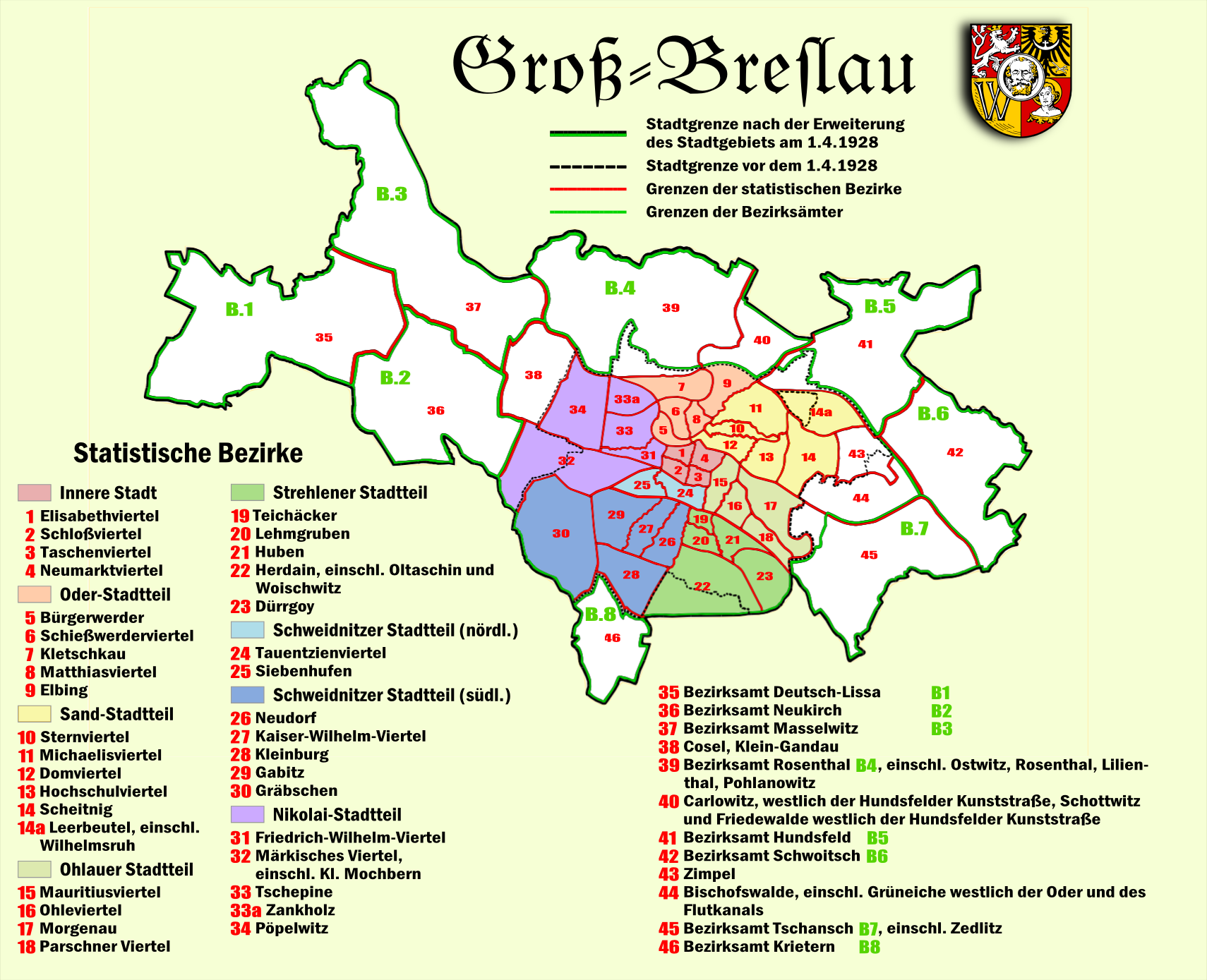
1928: podział na dzielnice;
Sand-Stadteil w kolorze żółtym (dzielnice oznaczone numerami: 10-14a)źródło

W XIX i w I połowie XX wieku Wrocław podzielony był dwuszczeblowo: na Stadteile (części miasta) odpowiadające dawnym przedmieściom, zaś te dzieliły się na Viertel („kwartały”, dzielnice), czasem administracyjnie łączone ze sobą, wywodzące się z pierwotnego podziału średniowiecznego miasta. Przedmieście Piaskowe (Sand-Stadtteil) w I połowie XX w. podzielone było następująco (numery odpowiadają oznaczeniom na mapie po prawej):
10: Sternviertel (Dzielnica Gwiaździsta)
11: Michaelisviertel (Dzielnica św. Michała)
12: Domviertel (Dzielnica Katedralna; Ostrów Tumski)
13: Hochschulviertel (Dzielnica Akademicka); Neu-Scheitnig (Nowe Szczytniki)
14: Scheitnig (Szczytniki)
14a: Leerbeutel (Zalesie)
Dzielnice oznaczone numerami od 10 do 14 przyłączono do miasta w roku 1808 oraz w 1868. Dzielnicę 14a (Leerbeutel) najpóźniej, dopiero w 1904 roku.
Współczesny podział na dzielnice zalicza część dawnego Przedmieścia Piaskowego (dokładniej zaś: wyspy odrzańskie: Piasek, Bielarską, Młyńską, Słodową, Tamkę i Daliową, a także obszar położony na prawym brzegu Odry na południowo-wschodniej pierzei placu Bema oraz ulicach Mieszka I i św. Marcina) do osiedla Stare Miasto. Tak samo południowa pierzeja ul. Sienkiewicza od pl. Bema do ul. kard. Wyszyńskiego (a zatem cały Ogród Botaniczny) jest dziś formalnie zaliczany do Starego Miasta. Również ta część Przedmieścia Piaskowego, która znajduje się na wschód od Starej Odry (przyłączone w 1868 roku Alt-Scheiting, czyli Stare Szcytniki, w tym Ogród zoologiczny oraz rejony wystawowe wokół Hali Stulecia) stanowią obecnie część osiedla Biskupin-Sępolno-Dąbie-Bartoszowice, leżącego w całości na tzw. Wielkiej Wyspie. Natomiast pozostała część Przedmieścia Piaskowego obejmuje dziś osiedle Plac Grunwaldzki oraz osiedle Zacisze-Zalesie-Szczytniki.

## Przedmieście Piaskowe od roku 1945

### Plac Grunwaldzki we Wrocławiu

#### Budowa lotniska w 1945
W lutym 1945, kiedy pierścień okrążenia miasta przez wojska radzieckie został już zamknięty i Niemcy stracili Flughafen Breslau-Schöngarten (lotnisko w Strachowicach), i kiedy zbliżyli się znacząco do lotniska na Gądowie Małym, podjęte zostały prace zmierzające do utworzenia miejskiego lotniska zapasowego na obszarach wolnego od zabudowy kompleksu sportowego obok tzw. Stadionu Olimpijskiego w dzielnicy Zalesie, które dziś nazywane są Polami Marsowymi. W spisanych wiele lat po wojnie wspomnieniach dowódców Festung Breslau von Ahlfen napisał, że plan ten nie spotkał się z akceptacją Hitlera, który 23 lutego rozkazał zlokalizować to lotnisko według wytycznych gauleitera Hanke, tzn. na linii wzdłuż Kaiserstaße (obecny plac Grunwaldzki), pomiędzy mostem Grunwaldzkim a mostem Szczytnickim, choć wymagało to gigantycznych wyburzeń na długości około 1,3 km (w tym zburzenia kościoła Marcina Lutra z wieżą wysokości blisko stu metrów). Von Ahlfen napisał też, że pole startowe na Polu Marsowym miało również tę zaletę, że znajdowało się przy względnie spokojnym odcinku frontu (użył słów „na terenie wciąż w najmniejszym stopniu zagrożonym atakami z ziemi”); być może jednak nie jest to do końca prawda, bo oblegające wojska radzieckie znajdowały się zbyt blisko.
Kosztem życia kilkunastu tysięcy ludzi (i ogromnego nakładu pracy przy wyburzeniach, usuwaniu gruzu i plantowaniu terenu), w tym wielu zagranicznych robotników przymusowych, rozkaz budowy nowego lotniska został wykonany i trzystumetrowej szerokości pas startowy został ukończony w kwietniu. Do kapitulacji miasta, która nastąpiła parę tygodni później (6 maja 1945) nie wylądował na nim żaden duży samolot oprócz jednego szybowca transportowego „Gigant”, który miał dostarczyć obrońcom ciężkie działa piechoty. Na temat ostatniego startu z tego lotniska jest sporo różnych poglądów. Według niektórych samolotem Ju-52 odleciał stamtąd gauleiter Hanke wraz 22 rannymi żołnierzami. Według innych wystartował stamtąd tylko jego adiutant, a sam Hanke odleciał 6 maja o 5:30 (parę godzin przed kapitulacją miasta), startując małym samolotem Storch z okolic Hali Stulecia.

#### Szaberplac, targowisko, „Goliat”
Przez kilka powojennych lat pozbawiony zabudowy pas między mostami Grunwaldzkim i Szczytnickim traktowany był przez nowych mieszkańców Wrocławia, a także nielicznych już tych, którzy przetrwali oblężenie 1945 roku, jako miejsce wymiany i handlu, tzw. „szaberplac”.
Również później, w latach 50., 60., 70. i 80., a nawet 90., na coraz mniejszym wolnym od zabudowy obszarze, w kwartale ulic Curie-Skłodowskiej, Grunwaldzkiej i Piastowskiej, skupiały się stragany sprzedające drobne artykuły codziennej potrzeby, jak również warzywa, owoce i inne artykuły spożywcze. W roku 1991 postawiony został w tym miejscu namiot cyrkowy, do którego miejscowi kupcy przenieśli swoje stragany; obiekt miał 55 metrów średnicy i uzyskał nieoficjalną nazwę „Goliat”. Mimo że był prowizorką i samowolą, przetrwał tutaj lat pięć, do 1996, kiedy magistrat zdecydował się ostatecznie zakończyć jego działalność. W roku 2007 w miejscu „Goliata” wybudowano centrum handlowo-rozrywkowe Pasaż Grunwaldzki.

#### „Oś Grunwaldzka”

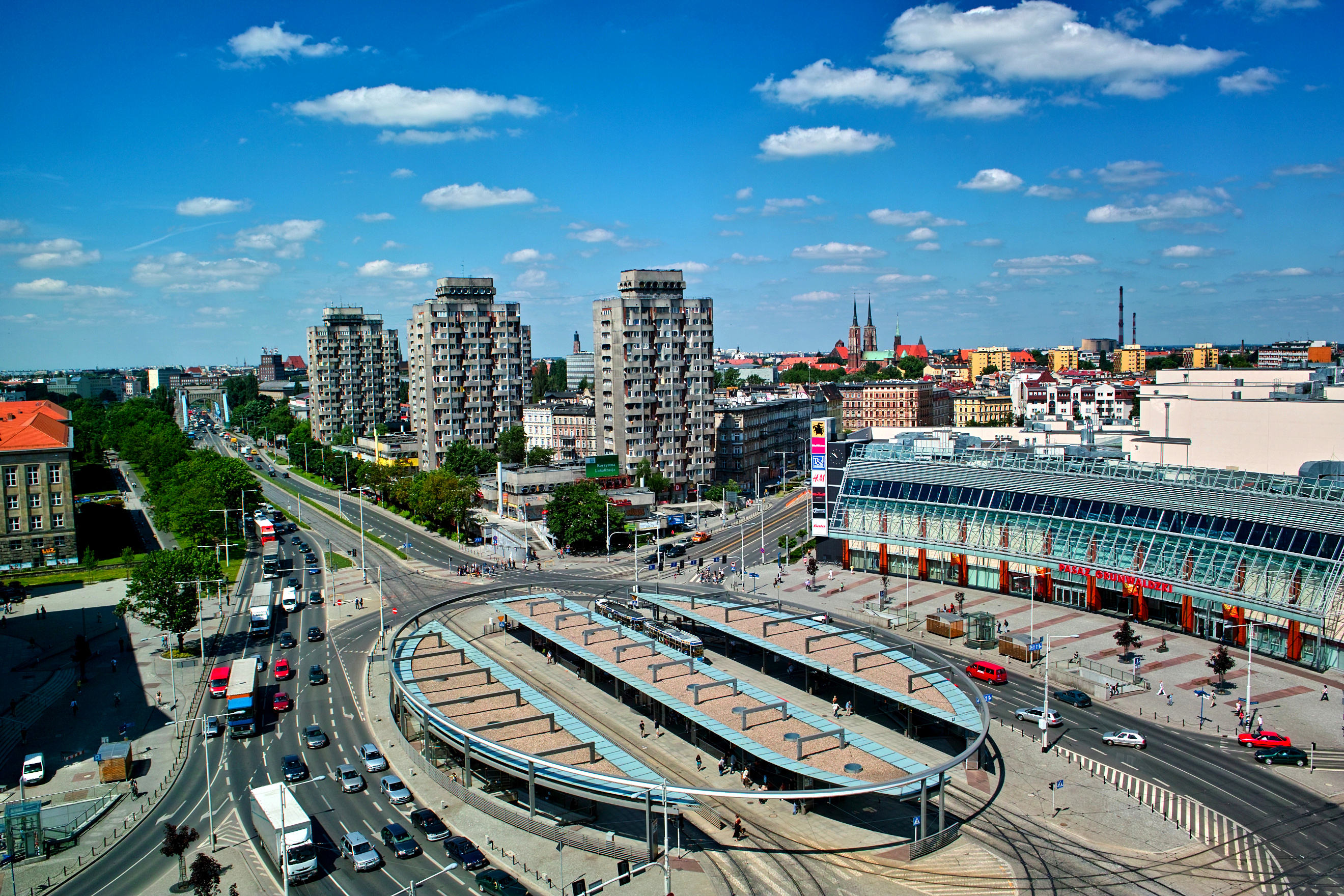
Plac Grunwaldzki współcześnie: pośrodku eliptyczne Rondo Reagana, z prawej Pasaż Grunwaldzki, dalej po prawej widoczne tzw. sedesowce, na lewo od nich w oddali most Grunwaldzki, a z lewej na skraju kadru (z czerwonym dachem) fragment budynku D-1 Politechniki.

Wyburzona podczas tworzenia wiosną 1945 r. w Festung Breslau tymczasowego lotniska pomiędzy mostem Grunwaldzkim a mostem Szczytnickim przestrzeń przez kilka powojennych lat pozostawała pusta i niezagospodarowana. Naprawiony został uszkodzony podczas bombardowań most Grunwaldzki udrożniona komunikacja pomiędzy obydwoma mostami, a także w kierunku kompleksu klinik i do mostu Zwierzynieckiego, ale pomimo kilku konkursów na zagospodarowanie kilkudziesięciohektarowej przestrzeni nie znaleziono spójnej koncepcji na odtworzenie tam zabudowy. Niektóre z proponowanych rozwiązań przewidywały wybudowanie w tym rejonie monumentalnego wieżowca podobnego do tych budowanych w ówczesnym ZSRR (i do warszawskiego Pałacu Kultury), były też takie, które zmierzały do stworzenia tu obszernego placu defilad (taki plan przedstawił np. w roku 1949 tzw. Zakład Osiedli Robotniczych, kierowany przez architekta, a zarazem działacza komunistycznego i generała, późniejszego marszałka Polski, Mariana Spychalskiego). Nie udawało się w czasach realnego socjalizmu wypracować projektu, który spełniałby równocześnie oczekiwania, które pojawiały się w związku z potrzebami bezpośrednio sąsiadujących z placem Grunwaldzkim trzech uczelni (politechniki, uczelni medycznej i weterynaryjnej), jak i te propagandowe, stawiane przez czynniki polityczne.
Pierwszymi cząstkowymi projektami, które doczekały się realizacji były dwa budynki Politechniki (oznaczone symbolami D-1 i D-2, zbudowane w 1955) w rejonie, gdzie wcześniej stał kościół Marcina Lutra (zburzony przez Niemców w marcu 1945 w związku z budową lotniska) oraz cztery tzw. „teki” (budynki oznaczone wówczas symbolami T-2, T-3, T-4 i – roboczo tylko – T-5) albo „stodoły” – domy akademickie dla studentów wrocławskich uczelni we wschodniej części placu po północnej stronie osi łączącej mosty Grunwaldzki ze Szczytnickim. Warszawski Miastoprojekt opracował je w 1953 roku, przy czym początkowo miało być ich trzy, wg jednakowego planu, ustawione prostopadle do tej osi, zasłonięte jednak przez akademiki stojące wzdłuż tej osi. Ostatecznie do 1956 roku zbudowano cztery „teki” w układzie prostopadłym, ale naówczas bez obiektów równoległych do Osi Grunwaldzkiej (te powstały dopiero ponad dziesięć lat później wg osobnego planu). Jeszcze blisko trzydzieści lat po ich powstaniu wrocławski architekt i konserwator zabytków Marcin Bukowski nazwał wybudowanie czterech „teków” w tej lokalizacji jako realizację „przypadkową”, związaną z „okresem impasu”, który miał powstać po likwidacji Wrocławskiej Dyrekcji Odbudowy i Biura Planu Wrocławia.
W roku 1957 powstał nowy projekt Domu Naukowca (pierwszy stworzono w 1956) u zbiegu pl. Grunwaldzkiego z południowo-wschodnim odcinkiem Curie-Skłodowskiej. Budynek zaprojektowano w żelbetowej konstrukcji szkieletowej, wyższy niż sąsiadujące ocalałe kamienice przy Curie-Skłodowskiej (ukończono go w roku 1960). W kolejnych latach po północnej stronie osi placu Grunwaldzkiego wybudowano jeszcze kilka domów akademickich: w 1965 u zbiegu ul. Piastowskiej z placem Grunwaldzkim powstał dom akademicki dla studentek Uniwersytetu Wrocławskiego „Dwudziestolatka” wg typowego projektu opracowanego przez krakowski Miastoprojekt; w 1968 wzdłuż osi placu Grunwaldzkiego powstał dom akademicki „Parawanowiec”, który zasłonił od strony placu akademiki T-2, T-3, T-4 i „Centaur”, a także (w bezpośrednim sąsiedztwie mostu Szczytnickiego) dom akademicki „Zodiak” dla studentów Wyższej Szkoły Rolniczej, a w latach 80. XX wieku – akademiki „Ołówek” i „Kredka”. W roku 1966 za „Dwudziestolatką” wznoszony był budynek Wydziału Melioracji dla ówczesnej Wyższej Szkoły Rolniczej (obecnie Uniwersytet Przyrodniczy); pośpiech przy budowie bez zachowania norm bezpieczeństwa doprowadził 22 marca do katastrofy budowlanej, w której zginęło 10 ludzi (majster i 9 robotników); obiekt ten powstał dopiero kilka lat później. Po południowej stronie osi placu (we wschodniej części) wybudowano w latach 1961–1964 trzy zespoły pawilonów dla kliniki weterynaryjnej (czwarty zrealizowany został w latach 70.). W zachodniej części placu Grunwaldzkiego, po północnej stronie, w latach 60., powstał budynek Instytutu Matematyki Uniwersytetu Wrocławskiego, a w latach 70. – zespół mieszkalno-usługowy (tzw. „sedesowce”, rzadziej „wrocławski Manhattan” – sześć 16-kondygnacyjnych punktowców mieszkalnych wraz infrastrukturą handlowo-usługową) zaprojektowany przez arch. Jadwigę Grabowską-Hawrylak.
W XXI wieku, w latach 2006–2008, powstał węzeł komunikacyjny w postaci eliptycznego ronda, nazwany Rondem Reagana w miejscu dawnej Gwiazdy Szczytnickiej (Scheitniger Stern) na skrzyżowaniu osi placu Grunwaldzkiego z ul. Curie-Skłodowskiej i Piastowską oraz centrum handlowo-rozrywkowe Pasaż Grunwaldzki (w 2007 r.).

### Politechnika Wrocławska

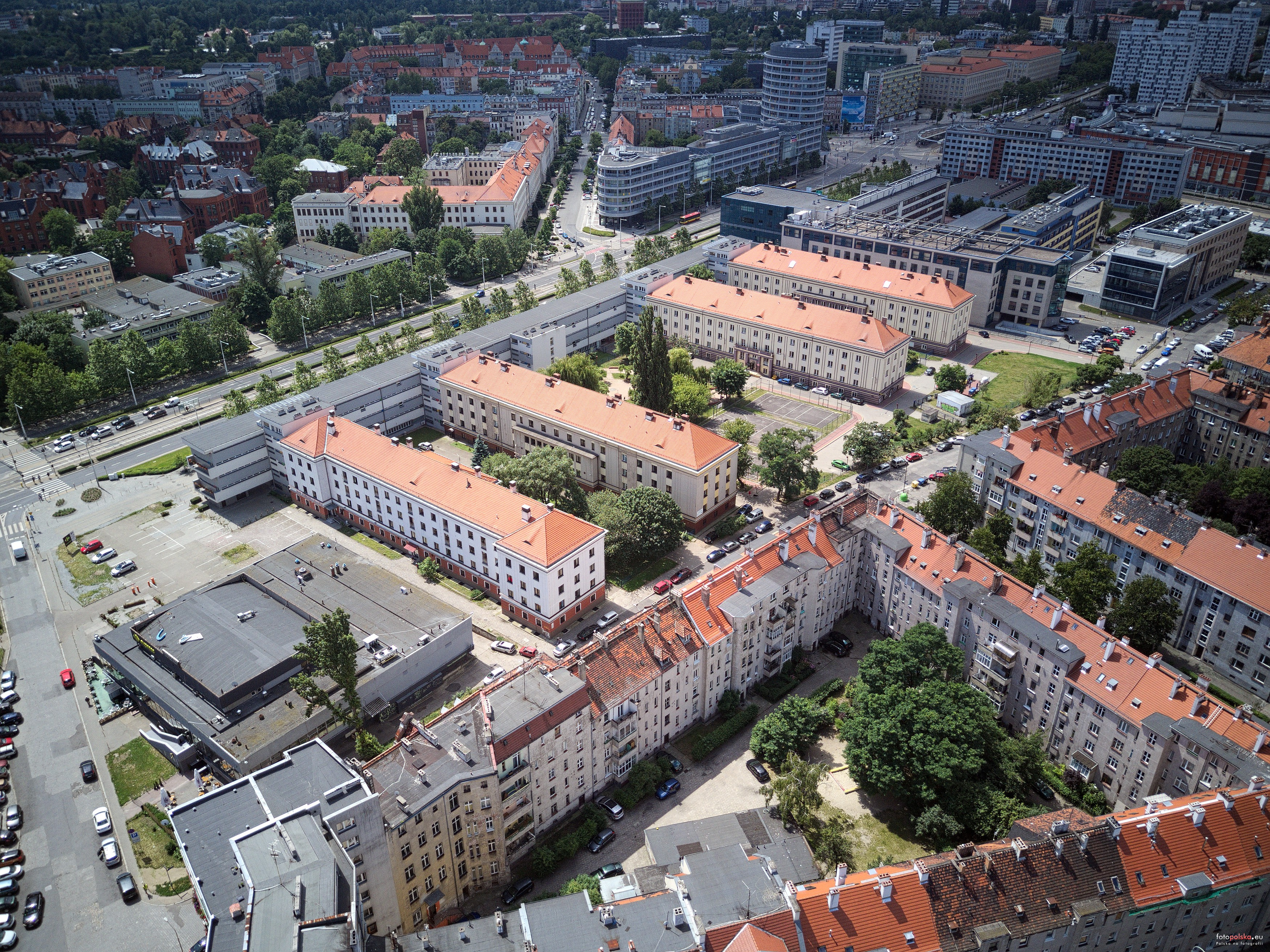
Tzw. „teki” albo „stodoły” – domy studenckie w rejonie pl. Grunwaldzkiego

Otwarta w roku 1910 przez cesarza Wilhelma II Królewska Wyższa Szkoła Techniczna funkcjonowała we wrocławskich Szczytnikach na Przedmieściu Piaskowym do czasu, kiedy oblężenie Festung Breslau przerwało jej działalność naukową i dydaktyczną. Zaraz po kapitulacji miasta 6 maja 1945 na jej teren wkroczyły oddziały Armii Czerwonej celem zabezpieczenia przed zniszczeniem wyposażenia i materiałów naukowych i przygotowania ich do wywiezienia do ZSRR. 2 lipca 1945 rozpoczęło się przekazywanie obiektów Szkoły w ręce polskie. Dekretem z 24 sierpnia 1945 (Dz.U. z 1945 r. nr 34, poz. 207) utworzone zostały we Wrocławiu „polskie państwowe uczelnie szkoły akademickie”, przy czym ze względów organizacyjnych w początkowym okresie był to organizm wspólny Uniwersytetu i Politechniki. Naukowcy, którzy stanowili trzon pierwszej kadry uczelni, przybyli do Wrocławia m.in. z Uniwersytetu Lwowskiego i Politechniki Lwowskiej. Pierwszy wykład wygłosił 21 listopada 1945 r. prof. Kazimierz Idaszewski, specjalizujący się w maszynach elektrycznych.
W 1946 Politechnika miała dwa wydziały: Budownictwa i Mechaniczno-Elektryczny. 1 września 1949 z Wydziału Budownictwa rozdzielono na Wydział Inżynierii i Wydział Architektury, a Mechaniczno-Elektryczny podzielił się na Mechaniczny i Elektryczny. 15 września 1949 utworzono Wydział Lotniczy, a 1 września 1951 powstał Wydział Chemiczny i Wydział Inżynierii Sanitarnej, tak więc w roku akademickim 1951/52 było już siedem wydziałów.
Budynki Politechniki oznaczane są symbolem, składającym się z litery i liczby, przy czym te z nich, w których mieściła się Królewska Wyższa Szkoła Techniczna, znajdujące się wzdłuż Wybrzeża Wyspiańskiego, w kwartale z ul. Norwida, Smoluchowskiego i Łukasiewicza, oznaczane są literą A (np. gmach główny Politechniki przy Wybrzeżu Wyspiańskiego 27 to budynek A-1), a te od ul. Łukasiewicza na wschód literą B (np. dawny Instytut Hutniczy, teraz Wydział Chemiczny przy Smoluchowskiego 25 to budynek B-1). Inne gmachy w innych kwartałach lub rejonach miasta oznaczane są kolejnymi literami (C, D, E, F, G, H), a domy studenckie – literą T. Są też obiekty pomocnicze oznaczane literami K, L, M, P albo U .
Pierwszym nowym obiektem zbudowanym dla Politechniki był budynek na działce przy ul. Łukasiewicza 3/5, na której w czasie wojny znajdowała się tymczasowa siedziba (otwarta w 1942 roku) Instytutu Chemicznej Technologii Włókien Sztucznych; była to parterowa konstrukcja drewniana, która została całkowicie zniszczona podczas oblężenia w 1945. W latach 1948–1949 powstał tu nowy budynek (zaprojektowany przez Andrzeja Frydeckiego), również parterowy, na potrzeby Wydziału Mechanicznego, a około rok później dwie hale laboratoryjno-produkcyjne. Obecnie, od roku 2004, na miejscu parterowego obiektu znajduje się nowy budynek wydziału Mechanicznego oraz wydziału Informatyki i Zarządzania (oznaczony B-4), a hale istnieją do dziś (B-6 i B-7). W latach 1950 i 1951 powstały budynki A-3 (Smoluchowskiego 23), A-2 (Łukasiewicza 2).
Politechnika Wrocławska oddzieliła się pod względem formalnym od Uniwersytetu Wrocławskiego z dniem 1 września 1951 roku. Od tego czasu datują się poważne zmiany organizacyjne, które następowały w kolejnych latach. Powstawały też kolejne nowe budynki: przy ul. Łukasiewicza 7/9 (obecny budynek B-5) powstał w 1953 obiekt na potrzeby Wydziału Mechanicznego, a na miejscu zburzonego przez Niemców w 1945 roku kościoła Marcina Lutra powstały w latach 1954 i 1955 dwa bliźniacze budynki D-1 i D-2 (pl. Grunwaldzki nr 13 i nr 9) dla Wydziału Elektrycznego i (po kilku zmianach organizacyjnych) Wydziału Inżynierii Sanitarnej. W latach 1954–1956 wybudowano cztery domy studenckie (T-2, T-3, T-4, „Centaur”) pomiędzy osią placu Grunwaldzkiego a ulicą Grunwaldzką (ul. Grunwaldzka 59, 61, 63, 65). W roku 1968 Politechnika otrzymała XIX-wieczną kamienicę przy Wybrzeżu Wyspiańskiego 7, w której uruchomione zostało Studium Języków Obcych (budynek H-4). W latach 60. XX wieku rozpoczęto budowę, na potrzeby Wydziału Elektroniki, budynków C-1, C-2, C-3 i C-4 (te dwa ostatnie oddano do użytku w 1970 i w 1971 roku) przy ul. Janiszewskiego .
3 października 1964 roku, podczas inauguracji roku akademickiego 1964/1965, na skwerze pomiędzy budynkami D-1 i D-2, odsłonięty został pomnik Pomordowanych Profesorów Lwowskich, autorstwa wrocławskiego rzeźbiarza Borysa Michałowskiego.